# Praetaxila albiplaga
Praetaxila albiplaga is een vlindersoort uit de familie van de prachtvlinders (Riodinidae), onderfamilie Nemeobiinae.
Praetaxila albiplaga werd in 1886 beschreven door Röber.